# Culicoides pecosensis
Culicoides pecosensis är en tvåvingeart som beskrevs av Wirth 1955. Culicoides pecosensis ingår i släktet Culicoides och familjen svidknott. Inga underarter finns listade i Catalogue of Life.